# Chaetarthria leechi
Chaetarthria leechi är en skalbaggsart som beskrevs av Miller 1974. Chaetarthria leechi ingår i släktet Chaetarthria och familjen palpbaggar. Inga underarter finns listade i Catalogue of Life.